# Рязанов Михайло Геннадійович
Михайло Геннадійович Рязанов (рос. Михаил Геннадьевич Рязанов; 4 грудня 1986, м. Мончегорськ, СРСР) — російський хокеїст, захисник. Виступає за «Молот-Прикам'я» (Перм) у Вищій хокейній лізі. 
Вихованець хокейної школи «Молот-Прикам'я» (Перм). Виступав за «Молот-Прикам'я» (Перм), «Нафтовик» (Леніногорськ), «Кристал-Югра» (Бєлоярський), «Лада» (Тольятті), «Амур» (Хабаровськ), «Спартак» (Москва), «Металург» (Новокузнецьк), «Рубін» (Тюмень). 